# Kataeb Hezbollah
Ne doit pas être confondu avec Hezbollah.
Les Kataeb Hezbollah (arabe : كتائب حزب الله, « Les Brigades du Parti de Dieu »), aussi appelées le Hezbollah irakien, sont un groupe armé islamiste chiite irakien soutenu par l'Iran.
Pendant la guerre d'Irak de 2003-2011, le groupe affronte les forces de la coalition et les groupes insurgés sunnites. Pendant la seconde guerre civile irakienne il affronte l'État islamique au sein des Hachd al-Chaabi et il intervient dans la guerre civile syrienne aux côtés des forces gouvernementales.
À partir de 2019 et à la demande de l'Iran, les Kataeb Hezbollah engagent une série d'attaques de missiles et de drones contre des bases américaines en Irak et en Syrie. En réponse, les forces américaines mènent plusieurs frappes aériennes contre les forces des Kataeb Hezbollah.
Le groupe est commandé par Abou Mahdi al-Muhandis jusqu'à ce que celui-ci soit assassiné par une attaque de drone américain en 2020. Il est remplacé par Abou Fadak al-Muhammadawi, en tant que nouveau commandant des Hachd al-Chaabi.

## Fondation
Les Kataeb Hezbollah sont fondées en 2003, peu avant l'invasion américaine de l'Irak, par Jamal Jafaar al-Ibrahim, dit Abou Mehdi al-Mouhandis,,,. Ses premiers membres sont issus de l'Organisation Badr,.
Le groupe reçoit des armes, des fonds et un entrainement militaire de la part des Forces Al-Qods et des Gardiens de la Révolution,. Le Département d'État des États-Unis a également affirmé que le Hezbollah basé au Liban avait fourni des armes et une formation pour le groupe,. Celui-ci prend de l'importance en 2007 par ses attaques contre les Forces armées américaines et les troupes de la coalition militaire en Irak,. Il est également connu pour avoir mis en ligne des vidéos montrant des attaques sur les forces américaines.

## Affiliation
Depuis la guerre d'Irak, les Kataeb Hezbollah font partie des Groupes Spéciaux, terme militaire américain désignant les milices chiites soutenues par l'Iran en Irak. En été 2008, les forces américaines et les forces armées irakiennes lancent une campagne de répression contre ces groupes, au moins 30 de ces membres sont capturés et les autres ont pris la fuite en Iran.
Les Kataeb Hezbollah sont un des principaux groupes des Hachd al-Chaabi, formés en Irak le 15 juin 2014,.

## Idéologie
Les Kataeb Hezbollah adhèrent à l'idéologie de la République islamique d'Iran, les miliciens reconnaissent le Guide de la Révolution Khamenei comme leur chef suprême et leur but est d'instaurer en Irak un gouvernement islamique chiite fondé sur le Velayat-e faqih, qui confère au clergé la primauté sur le pouvoir politique,,,. Les Kataeb Hezbollah sont une des milices chiites irakiennes les plus proches de l'Iran et sont étroitement liées au Corps des Gardiens de la révolution islamique.

## Commandement
Les Kataeb Hezbollah sont fondées et dirigées par Abou Mehdi al-Mouhandis. Ce dernier trouve la mort le 3 janvier 2020 dans une frappe de drone américaine à Bagdad.

## Effectifs
Lors de sa fondation en 2003, la milice compte 400 combattants.
Au printemps 2014, Phillip Smyth estime que le Hezbollah irakien compte 3 000 à 5 000 hommes, mais précise qu'il « y a peu de miliciens à plein temps, la plupart sont là à temps partiel ». Cependant selon The Washington Post, en décembre 2014 Sheik Jassim al-Saidi, un commandant des Kataeb Hezbollah, déclare que les effectifs du groupe ont triplé depuis juin 2014, et sont passés à 30 000 hommes.
Début 2020, Michael Knights, chercheur au Washington Institute for Near East Policy, estime que la milice compte alors 10 000 hommes, dont 7 500 actifs en Irak et 2 500 actifs en Syrie,.

## Actions
À partir de 2003, les Kataeb Hezbollah prennent part à guerre d'Irak contre les Américains, la coalition et les groupes sunnites.
Le 2 juillet 2002, le groupe a été ajouté à la liste des organisations terroristes étrangères établies par le Département d'État américain. Le groupe est tenu responsable pour de nombreuses attaques à la bombe improvisée, aux mortiers, aux roquettes et au RPG, ainsi que d'opérations de tireurs d'élite, consistant à cibler les forces américaines et irakiennes de la zone verte. En novembre 2008, une attaque à la roquette fait deux morts parmi les travailleurs américains.
Le 13 juillet 2010, lors d'une conférence de presse à Bagdad, le général américain Raymond T. Odierno qualifie le groupe de menace contre les bases américaines en Irak : « Au cours de ces deux dernières semaines, la menace s'est accrue ... Et nous avons renforcé notre sécurité sur certaines de nos bases ».
Pendant la guerre civile syrienne, une brigade des Kataeb Hezbollah est déployée en Syrie en 2015, après l'intervention militaire russe. Elle défend le régime de Bachar el-Assad et combat les forces rebelles. Elles participent notamment à la bataille d'Alep et à la bataille de Deir ez-Zor. Les Kataeb Hezbollah gagnent le contrôle de la frontière irako-syrienne avec deux autres milices, ce qui leur permet de générer des revenus dans divers trafics.
Au cours de la Seconde guerre civile irakienne, les Kataeb Hezbollah participent au sein des Hachd al-Chaabi à la Bataille de Mossoul de 2016,.
Le 27 décembre 2019, 36 roquettes s'abattent sur la base K1 à Kirkouk, où sont présents des militaires américains et un sous-traitant américain est tué. Le 29 décembre, les États-Unis ripostent en bombardant cinq sites tenus par les Kataeb Hezbollah, dont trois dans l'ouest de l'Irak et deux dans l'est de la Syrie, tuant au moins 25 combattants de la milice et faisant 51 blessés,,. Le 31 décembre, des milliers de membres et de sympathisants des Kataeb Hezbollah pénètrent dans l'enceinte de l'ambassade des États-Unis à Bagdad.
En juillet 2023, le groupe est accusé par Israël d'avoir enlevé à Bagdad une de ses ressortissante, la chercheuse Elizabeth Tsurkov, spécialiste du Moyen-Orient, qui s'était rendue en Irak pour ses recherches et avait disparu à Bagdad depuis la fin mars,.

## Soutiens
Le groupe est soutenu par l'Iran qui lui fournit une assistance en armement. Lors de la guerre d'Irak, il se distingue face à la coalition, par son armement plus sophistiqué que celui des autres milices chiites.

## Désignation comme organisation terroriste
Les Kataeb Hezbollah sont classées terroristes en 2009 par les États-Unis,, et par les Émirats arabes unis. Cependant ils ont été des alliés objectifs face à l'État islamique - et ont agi comme tel - au cours de la Seconde guerre civile irakienne.